# Limnophora reventa
Limnophora reventa är en tvåvingeart som beskrevs av Feng, Fan och Zeng 1999. Limnophora reventa ingår i släktet Limnophora och familjen husflugor.
Artens utbredningsområde är Sichuan (Kina). Inga underarter finns listade i Catalogue of Life.